# Castrelo de Miño
Castrelo de Miño est une commune de la province d'Ourense en Espagne située dans la communauté autonome de Galice.

## Histoire
Le 6 décembre 1172, Ferdinand II de Castille fait don de l'église Santa María aux Hospitaliers. Castrelo de Miño devenant ensuite un membre de la commanderie de Quiroga.